# Eduardo Bonilla-Silva
Eduardo Bonilla-Silva (* 6. Februar 1962 in Bellefonte, Pennsylvania) ist ein US-amerikanischer Soziologe, der als Professor an der Duke University lehrt. 2018 amtierte er als Präsident der American Sociological Association (ASA). Er ist für seine Beiträge zur kritischen Erforschung des Rassismus bekannt.
Bonilla-Silva machte 1984 seinen Bachelor-Abschluss an der Universität von Puerto Rico (Campus Piedras), das Master-Examen 1987 an der University of Wisconsin–Madison, wo er 1993 zum Ph.D. promoviert wurde. Nach verschiedenen akademischen Positionen an amerikanischen Hochschulen ist er seit 2002 Professor an der Duke University.

## Schriften (Auswahl)
- White logic, white methods. Racism and methodology. Rowman & Littlefield Publishers, Lanham 2008, ISBN 978-0-74254-280-8 (herausgegeben mit Tukufu Zuberi).
- White out. the continuing significance of racism. Routledge, New York 2003, ISBN 0-415-93582-2 (herausgegeben mit Ashley „Woody“ Doane).
- Racism without racists. Color-blind racism and the persistence of racial inequality in the United States. Rowman & Littlefield, Lanham 2003. ISBN 0-7425-1632-6 (5. Auflage,  Rowman & Littlefield, Lanham 2018, ISBN 978-1-44227-622-2).
- White supremacy and racism in the post-civil rights era. L. Rienner, Boulder 2001, ISBN 1-58826-004-6.